# REJ
株式会社REJ（REJ、英称:REJ Co., Ltd.）は、アイダエンジニアリンググループの中核企業である。社名の由来は“Remarkable Engineering company, Japan”である。
主な事業は産業機械用モータドライブ及び制御システム等の開発・製造・販売・サービスである。

## 沿革
- 1964年 - 日本真空技術（現アルバック）が55％、米国リライアンスエレクトリックカンパニーが45％の出資比率で合弁会社日本リライアンス株式会社を資本金2,500万円にて設立。同時に米国リライアンス社と技術提携。
- 2017年 - 出資比率が変更となる（アイダエンジニアリング80％、アルバック20％）。
- 2018年 - 子会社の株式会社RASを吸収合併する。
- 2019年 - 社名が株式会社REJとなる。

## 製品
- 産業機械用駆動制御装置

## グループ企業
国内
- 日本
  - アイダエンジニアリング株式会社（神奈川県相模原市緑区大山町2-10）